# Eurofima-Wagen
Eurofima-Wagen ist die Bezeichnung einer gemeinsam von einigen west-europäischen Eisenbahngesellschaften beschafften Komfort-Wagenserie für den internationalen Reisezug-Verkehr aus den 1970er Jahren, die mit einheitlichen technischen Parametern ausgeführt wurde. Dieser Serie folgten viele individuelle Nachbauserien mit weitgehend gleichen Hauptbauteilen der 500 Standardwagen umfassenden Erstserie. Der Name Eurofima leitet sich von der Kurzbezeichnung der Europäischen Gesellschaft zur Finanzierung von Eisenbahnmaterial ab. Diese trat als Auftraggeber und Finanzier der ersten einheitlich ausgeführten Standard-Wagenserie auf.
Die Eurofima-Wagen gehören dem UIC-Typ Z an, der sich vom UIC-Typ X in zahlreichen Punkten unterscheidet. Statt zwölf Abteilen in der zweiten Klasse bzw. zehn in der ersten Klasse sind nur noch elf bzw. neun vorhanden. Auch sind die Einstiegsräume um circa acht Zentimeter größer geworden, dadurch verkleinerte sich der Abstand zwischen den WC-Rückwänden von 21.060 auf 20.913 Millimeter. Den Typ Z gibt es mit Klimaanlage (Z1) oder nur mit Warmluftheizung (Z2).

## Entwicklung

### Vorgeschichte
Erste Überlegungen für neue, komfortablere Nachfolger der bisher in Europa eingesetzten Eisenbahnwagen der UIC-Typen X und Y wurden Anfang der 1970er Jahre bei der Deutschen Bundesbahn (DB) angestellt. Die neuen Reisezugwagen sollten mehr Komfort aufweisen und neuzeitliche Erkenntnisse vereinen. Nicht zuletzt standen auch die TEE-Abteilwagen 1. Klasse der DB-Bauart Avmz111 Pate, von denen viele Merkmale übernommen werden konnten.

### ÖBB-Amoz
Erster Wagen mit vielen Merkmalen der späteren Standardwagen dieser Fahrzeugfamilie war der 1971 an die Österreichischen Bundesbahnen (ÖBB) ausgelieferte Erste-Klasse-Wagen Amoz 51 81 19-70 000-4. In seinen Hauptabmessungen entsprach dieser von Simmering-Graz-Pauker (SGP) gebaute Wagen dem UIC-Typ X, jedoch wie bereits bei den Triebwagenschnellzügen der Reihe 4010 angewendet mit nur neun Abteilen erster Klasse auf 26,4 Meter Länge. Zusätzlich wies er etliche Neuerungen wie Klimatisierung und ein gesicktes Dach auf. Da die Längssicken zu einer größeren Stabilität des Wagenkastens beitrugen, konnte ein dünneres Dachblech als zuvor verwendet werden. Der Waschbereich des Daches sowie die eingezogenen Wagenenden sind bei den Eurofima-Wagen ohne Sicken, beim Versuchswagen war das Dach auf ganzer Länge gesickt. Die Einstiege mit Drehfalttüren entsprachen den UIC-X-Wagen. Auf eine Serienbeschaffung wurde verzichtet, da die ÖBB zunächst die Entwicklung der europäischen Einheitsbauart abwarten wollten. Der Prototyp wurde später von 160 auf 200 km/h ertüchtigt sowie von Weißaluminium/Himmelblau auf Reinorange-Lichtgrau und später auf Verkehrsrot/Umbragrau umlackiert. Er war bis 1996 im Einsatz und wurde nach langer Abstellzeit 2004 ausgemustert.

### LHB-Prototypen
1972 entwickelte Linke-Hofmann-Busch (LHB) (heute Alstom LHB) in Salzgitter zwei Prototypen, die wie der ÖBB-Amoz auf den technischen Parametern der UIC-X-Type (Länge 26,4 Meter bei zwölf Abteilen der zweiten und zehn der ersten Klasse) basierten. Gegenüber den X-Wagen sollte die neue Wagenserie aus Komfortgründen in beiden Klassen je ein Abteil weniger haben. Die positiven Auswirkungen der reduzierten Abteilzahl auf den Komfort waren bereits von den ab 1965 gebauten Zwischenwagen der Reihe 4010 bekannt. Ebenso war die Klimatisierung obligatorisch. Der projektierte Erstklass-Wagen entsprach damit im Wesentlichen den TEE-Wagen der Gattung Avmz der DB und dem Am-19 der Schweizerischen Bundesbahnen (SBB). Der Wagen zweiter Klasse entsprach mit seinen elf Abteilen dem Bm-21-Typ der SBB, der im gleichen Jahr ausgeliefert wurde. Statt Drehfalttüren haben die neuen Wagen neu entwickelte Schwenkschiebetüren einer Versuchsbauart mit herausschiebbaren Trittstufen erhalten. Die Türkonstruktion wurde später der Eurofima-Serienbauart mit Klapptritt angepasst. Neu waren auch die Stoffbezüge für die Sitze der 2. Klasse.
Realisiert wurden bei den beiden Prototypen ein Wagen der zweiten Klasse (Bvmz237, ursprünglich Bwümz237, siehe auch Bauart-Bezeichnungssystem für Reisezugwagen) mit elf Abteilen und ein gemischtklassiger Waggon (ABvmz227, zuerst ABwümz227) mit vier Abteilen der ersten und sechs Abteilen der zweiten Klasse.
Besonders auffällig bei diesen Fahrzeugen war, dass der Wagenkasten aus (mit Ausnahme des Fensterbereichs) eng gesickten Blechen aus nichtrostendem Edelstahl bestand. Das Verfahren beruhte auf einer Entwicklung der US-amerikanischen BUDD-Company, das für amerikanische Stromlinienzüge entwickelt wurde.
Alle weiteren Hauptabmessungen waren mit den UIC-X-Wagen der DB identisch: die Fenster der Abteile erste Klasse waren 1400 Millimeter breit wie im Avmz111 der DB, die Fenster der Abteile zweiten Klasse 1200 Millimeter breit wie beim UIC-X-Standardwagen. Die Wagen trugen eine Verkleidung (Schürze) des Unterbodenbereichs wie die TEE-Wagen der DB. Die durch Gummiwülste geschützten Übergänge besaßen neue automatische Schiebetüren mit an den Ecken gerundeten Fensterscheiben.
Die Farbgebung des Fensterbandes blutorange (RAL 2002) für den AB-Wagen und kobaltblau (RAL 5013) für den B-Wagen entsprach den damals neuen Pop-Wagen der DB. Eine Serie von Avmz-, Bvmz- und ABvmz-Wagen waren für den Einsatz in Intercity- und DC-Zügen vorgesehen. Beide Wagen wurden Mitte 1995 ausgemustert.

### Eurofima-Prototypen
Zu einer Bestellung sowohl des ÖBB-Wagens als auch der LHB-Wagen kam es jedoch nicht – die ÖBB beschaffte allerdings noch vor der Serienauslieferung der Eurofima-Wagen eine Serie von 55 sehr ähnlichen klimatisierten Abteilwagen zweiter Klasse für 160 km/h (Bmz 21-70.0), die jedoch mit Drehfalttüren und Drehgestellen der Bauart SGP V S RIC ausgestattet sind.
Denn zu gleicher Zeit reifte bei mehreren europäischen Bahnverwaltungen die Idee, eine gemeinsame und standardisierte Wagenserie zu beschaffen. Beauftragt wurde der Internationale Eisenbahnverband UIC, welcher die „Arbeitsgruppe Zukunft des Internationalen Reisezugverkehrs“ eingerichtet hatte. Neben einem günstigeren Beschaffungspreis erhoffte man sich durch eine gemeinsame Großbestellung auch kostengünstigere Unterhaltung durch standardisierte Bauteile.
Zehn Prototypwagen erster und zweiter Klasse wurden von den drei Bahnverwaltungen DB (Deutschland), SNCF (Frankreich) und FS (Italien) beschafft, die zu Testzwecken unterschiedliche Bauteile und Einrichtungen wie Drehgestelle, Bremsen und Außenanstriche aufwiesen. Die Wagen besaßen entgegen der LHB-Wagen eine glatte Außenhaut und das gesickte Dach des ÖBB-Wagens. Die Türen waren aber als Schwenkschiebetüren ausgeführt. Die anderen Abmessungen entsprachen denen der LHB-Wagen. Die Firma LHB war auch federführend bei der Entwicklung der Eurofima-Prototypen.
Drei der fünf DB-Wagen waren im späteren Standardanstrich der späten 1970er und 1980er Jahre ozeanblau/elfenbein ausgeführt, die zwei anderen trugen eine olympiablaue Farbe mit weißem Begleitstreifen. Drei Wagen der FS hatten ein ähnliches Schema, waren aber in reinorange mit weißem Begleitstreifen ausgeführt. Letzterer Vorschlag konnte sich schließlich unter der Bezeichnung C1-Lackierung durchsetzen. Die SNCF-Wagen trugen überwiegend den grau-weißen Anstrich der ab 1975 gelieferten Corail-Wagen. Die Inneneinrichtung der einzelnen Wagen war nach Vorstellungen der DB und der SNCF gestaltet. Die Drehgestelle kamen aus Deutschland (Minden-Deutz), Frankreich (Y 32) und Italien (Fiat). Beteiligt waren an dieser Lieferung neben LHB auch Alsthom (Frankreich), BN (Belgien) und Fiat Ferroviaria aus Italien.

### Übersicht der Prototypen
| Laufende Nummer | Eigentümer | Gattung   | Drehgestelle    | Außenanstrich                   |
| --------------- | ---------- | --------- | --------------- | ------------------------------- |
| 1               | DB         | ABvmz227  | Y 32            | ozeanblau/elfenbein             |
| 2               | DB         | ABvmz227  | Fiat Breda 260  | ozeanblau/elfenbein             |
| 3               | DB         | ABvmz227  | Minden-Deutz 36 | ozeanblau/elfenbein             |
| 4               | DB         | ABvmz227  | Minden-Deutz 36 | olympiablau mit weißem Streifen |
| 5               | DB         | ABvmz227  | Minden-Deutz 36 | olympiablau mit weißem Streifen |
| 6               | SNCF       | A4B6u VSE | Y 32            | Corail-grau-weiß                |
| 7               | SNCF       | A4B6u VSE | Y 32            | Corail-grau-weiß                |
| 8               | FS         | ABz       | Fiat Breda 260  | reinorange mit weißem Streifen  |
| 9               | FS         | ABz       | Fiat Breda 260  | reinorange mit weißem Streifen  |
| 10              | FS         | ABz       | Fiat Breda 260  | reinorange mit weißem Streifen  |

Die Eurofima-Prototypen der Deutschen Bundesbahn übernahmen die Gattungsbezeichnung ABvmz227 vom optisch deutlich unterscheidbaren Prototyp von Linke-Hofmann-Busch. Die beiden Alsthom-Wagen der DB (Nr. 1 und 2) wurden 1983 zu Messwagen umgebaut, diese sind 2024 noch im Einsatz. Die drei anderen Wagen wurden zwischen 1998 und 2000 ausgemustert.

## Serienwagen

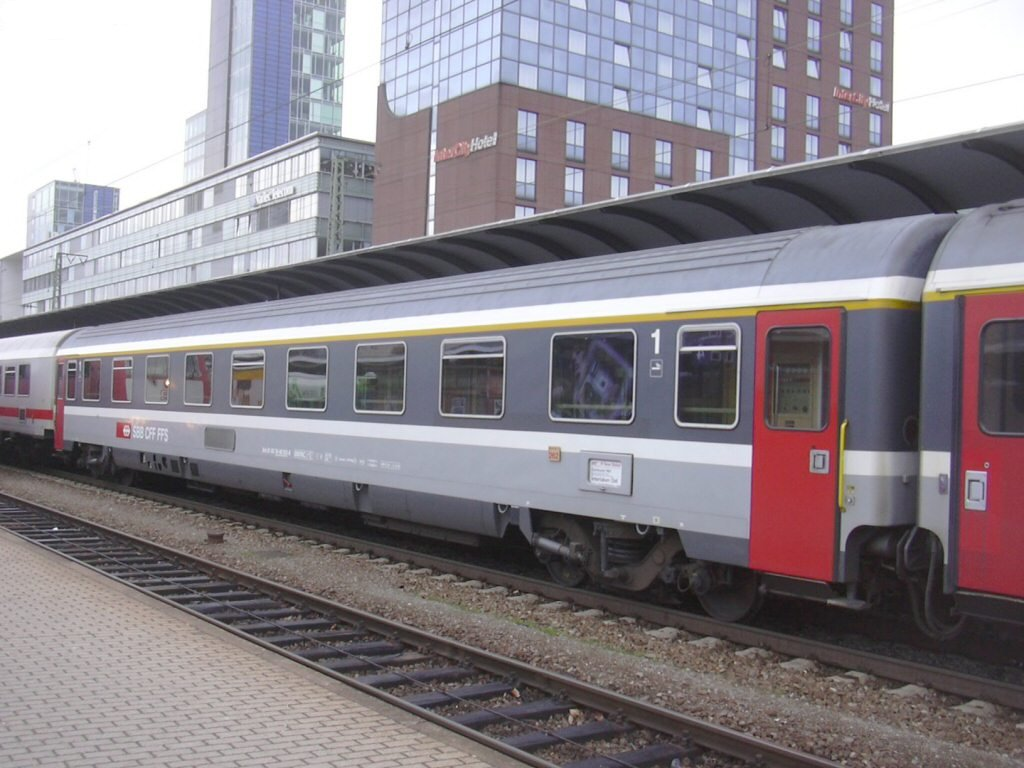
Die Eurofima-Wagen der SBB tragen längst nicht mehr den orangefarbenen Einheitslack

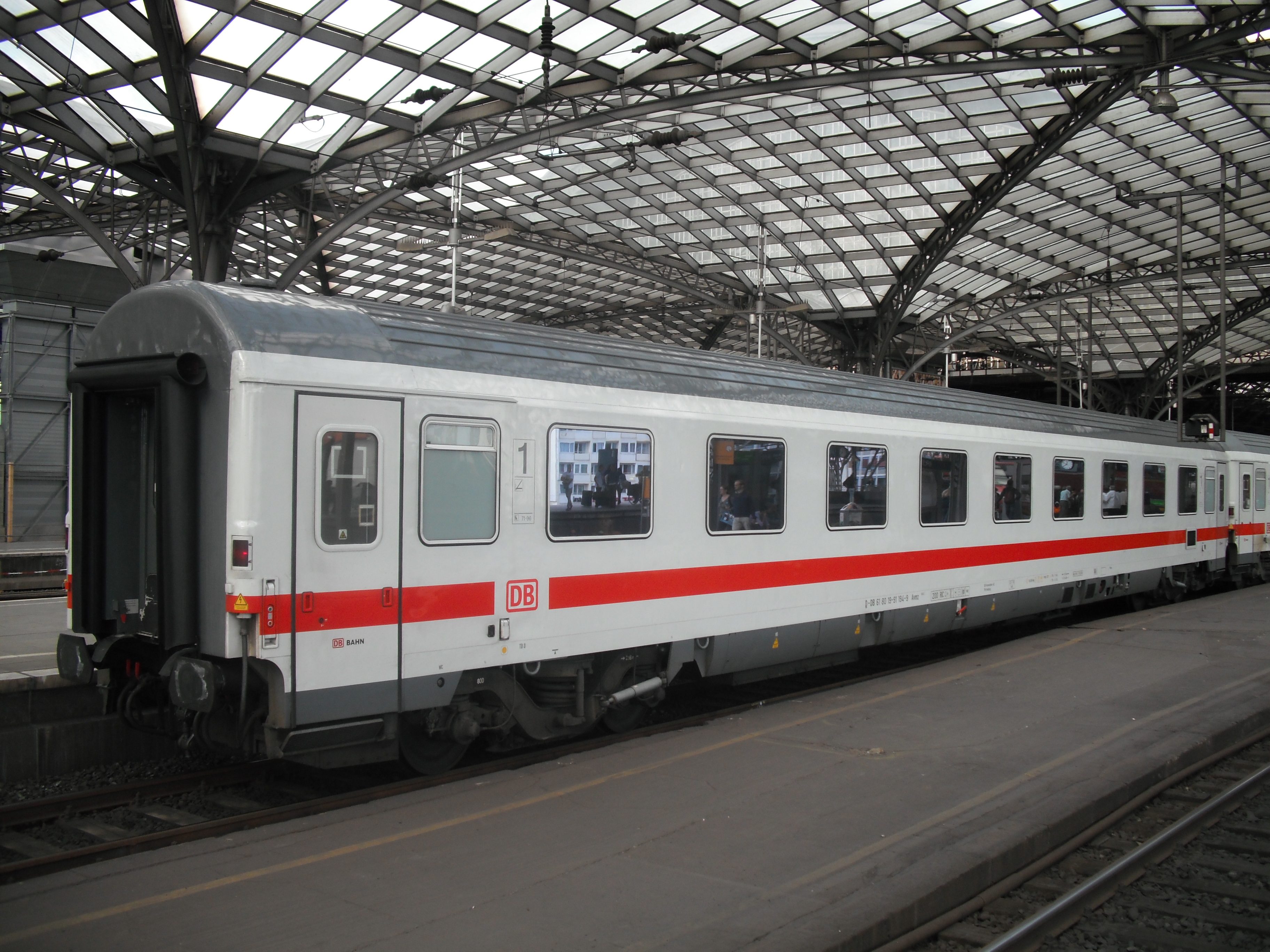
1.-Klasse-Wagen der Gattung Avmz^{108.1} der Deutschen Bahn, Ende der 1970er Jahre als Avmz^{207} in Dienst gestellt

Nach einer Ausschreibung wurden 1976 von der Eurofima die erste Serie von 500 gemeinsam beschafften Wagen bestellt. Die Wagenindustrie jedes Bestellerlands sollte dabei anteilig beachtet werden. Das führte zur Entscheidung für das Fiat-Drehgestell des Typs Y 0272 S für alle Wagen. Ansonsten entsprachen die technischen Parameter denen der Prototypen weitgehend, für die Inneneinrichtung wurden die Vorschläge der Deutschen Bundesbahn übernommen.
Der Wagenkasten ist eine selbsttragende Stahlkonstruktion, und wie beim UIC-X-Wagen 26,4 Meter über Puffer lang, 2825 Millimeter breit und bis zum Dachscheitel 4,05 Meter hoch. Wie bei den Prototypen sind die Fenster für die erste Klasse 1400 Millimeter breit, die der zweiten Klasse 1200 Millimeter. Alle Fenster sind aus Verbundglas und goldbedampft. Die Klimaanlage aller Wagen arbeitet nach dem Zweikanalsystem. Die Türen entsprechen der Bauart Bode-Wegmann.
Die Bremsleistung erfolgt zu einem Viertel durch Klötze, die restlichen 75 Prozent der Bremsleistung werden durch eine Scheibenbremse erbracht. Der Einbau einer Magnetschienenbremse für Tempo 200 km/h war von Beginn an berücksichtigt worden. Die Wagen unterscheiden sich heute im Wesentlichen in der zulässigen Geschwindigkeit. Das Fiat-Drehgestell lässt unmodifiziert Geschwindigkeiten bis 160 km/h zu, bei Anbau eines Drehhemmungsdämpfers und einer Magnetschienenbremse sind bis 200 km/h möglich. Die DB rüstete unter gleichzeitigem Ausbau der Klotzbremsen alle ihre Wagen so aus, auch die anderen Bahnen rüsteten einen Teil ihrer Wagen um.
Beschafft wurden nur reine Erste- und Zweite-Klasse-Wagen, außerdem beschafften die SBB 1979 eine Serie von 20 Liegewagen, die im Wesentlichen auf dem Eurofima-Wagen zweiter Klasse basierte, aber von der Schweizer Industrie gefertigt wurde.
Insgesamt wurden 295 Fahrzeuge der ersten Klasse und 205 Wagen der zweiten Klasse der Eurofima-Bauart innerhalb dieser Bestellserie gefertigt. Bis auf DB und SNCF einigten sich alle Bahnen auf den Vorschlag der SBB mit reinoranger Außenhaut und weißem Begleitstreifen unterhalb der Fenster. Der Kreis der Lieferfirmen hatte sich nun um die Schweizerische SIG, die Jenbacher-Werke und SGP erweitert.
Dieser nunmehrige „Eurofima-Anstrich“ sorgte in den internationalen Reisezügen für ein einheitliches Erscheinungsbild. Die DB verwendete ihre Wagen im innerdeutschen InterCity- und im grenzüberschreitenden IC/TEE-Verkehr zusammen mit anderen Wagenbauarten, daher wurde die TEE-Farbgebung gewählt. Sie beschaffte nur Wagen der ersten Klasse, da sie die Kapazität der Eurofima-Wagen zweiter Klasse mit 66 Plätzen als zu gering empfand, weshalb sie für das Konzept IC ’79 stattdessen Abteilwagen der UIC-X-Bauart für 200 km/h ertüchtigte (dann als Bm235 bezeichnet).
In den deutschen Auslandsverbindungen kamen häufig nun statt des unterlegenen Fahrzeugmaterials der DB (engere Abteile ohne Klimaanlage) Eurofima-Wagen der Nachbarbahnen zum Einsatz, z. B. beim Schnellzug „Donaukurier“ Dortmund – Wien, Nachtschnellzug „Austria-Express“ Amsterdam – Nijmegen – Kleve – Köln – Stuttgart – München – Klagenfurt (– Graz), InterCity „Metropolitano“ Frankfurt – Milano, Städtezüge Köln – Brüssel und Frankfurt – Paris.
Die SNCF-Wagen kamen im Corail-Schnellzugnetz, aber auch in internationalen Zügen zum Einsatz. Um mit den belgischen Wagen im Benelux-Verkehr nach Brüssel und Amsterdam zu harmonieren, wurden acht Wagen der SNCF ebenfalls im Eurofima-Design lackiert.
Auch die SBB beschafften nur Wagen der ersten Klasse, in der zweiten Klasse internationaler Züge wurden 40 gleichzeitig gebaute, passend lackierte RIC-Wagen ohne Klimaanlage (UIC-Typ Z2) und 30 Exemplare der 1980 und 1981 beschafften Großraumwagen eingesetzt.
Bei dieser einen gemeinsamen Wagenserie mehrerer europäischer Bahnen ist es bis heute geblieben. Betrieblich und technisch waren diese Wagen ein Erfolg, bis auf das problematische Fiat-Drehgestell, das aus Proporzgründen gewählt werden musste. Die erhoffte Kostenersparnis durch gemeinsame Bestellung einer Großserie blieb dagegen aus. War man für einen Wagen ursprünglich von einem Stückpreis von 600.000 Schweizer Franken ausgegangen, so kostete nun ein Wagen 750.000 Franken. Das war derselbe Preis, den ein dem Avmz207 gleichwertiger Avmz111-Wagen der DB damals kostete.

### Umbauten der Serienwagen

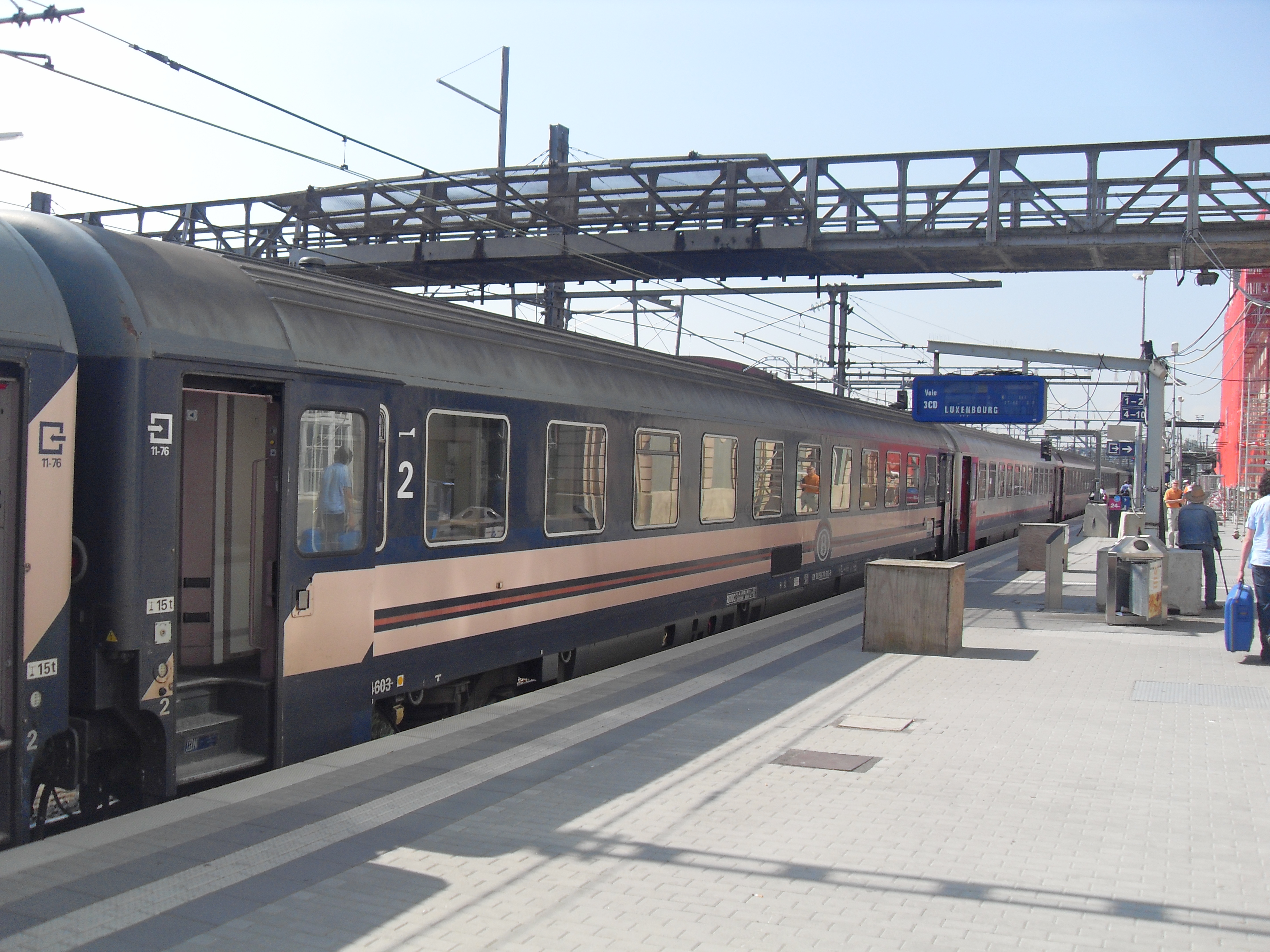
Die SNCB/NMBS bauten 20 Eurofima-Wagen 2. Klasse zu Liegewagen um.

Die Belgischen Staatsbahnen bauten 1988/89 20 ihrer Zweite-Klasse-Wagen in Liegewagen um, sie erhielten einen dunkelblauen Anstrich mit einem Band aus diversen Rottönen unterhalb der Fenster. Sie entsprachen damit weitgehend den SBB-Liegewagen-Neubauten.
Ende der 1980er Jahre wurden die Avmz207 der Deutschen Bundesbahn druckertüchtigt, um sie auf Schnellfahrstrecken einsetzen zu können. Unter anderem wurden neue Fenster und Türen sowie druckdichte Wagenübergänge und geschlossene WC-Systeme mit Abwassertanks eingebaut. Die umgebauten Wagen werden als Avmz107 bezeichnet. Nach dem Einbau von Fahrgastinformationssystemen wechselte die Bezeichnung auf Avmz108. Ab 2012 wurden im Rahmen des IC mod-Programms die Inneneinrichtung modernisiert und die Sitze erneuert. Seit dem Abschluss der technischen Modernisierung (ab 2015) werden die Wagen als Avmmz106 bezeichnet.

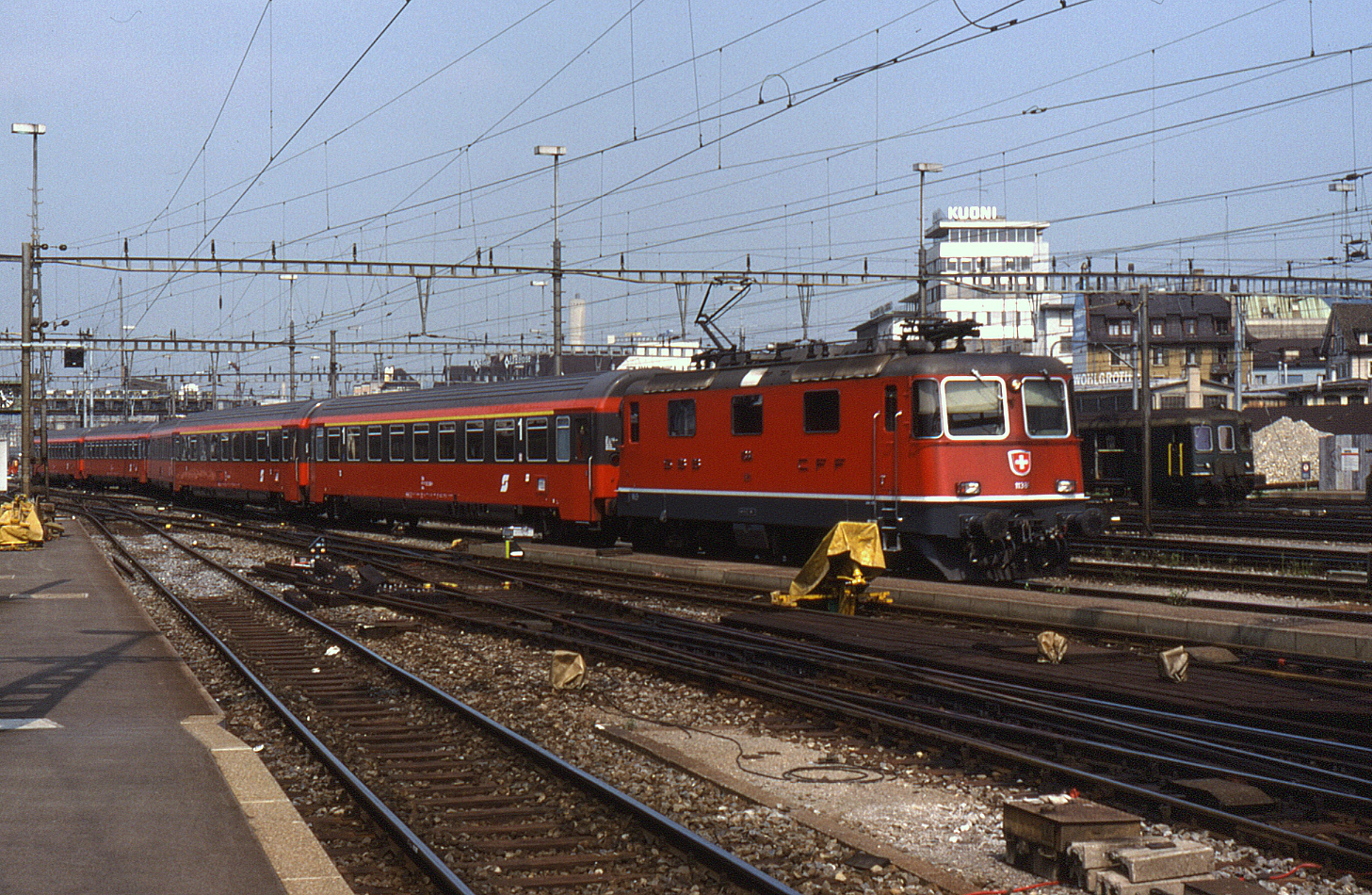
ÖBB Eurofima (und Nachbauten) im Valousek-Design in Zürich HB

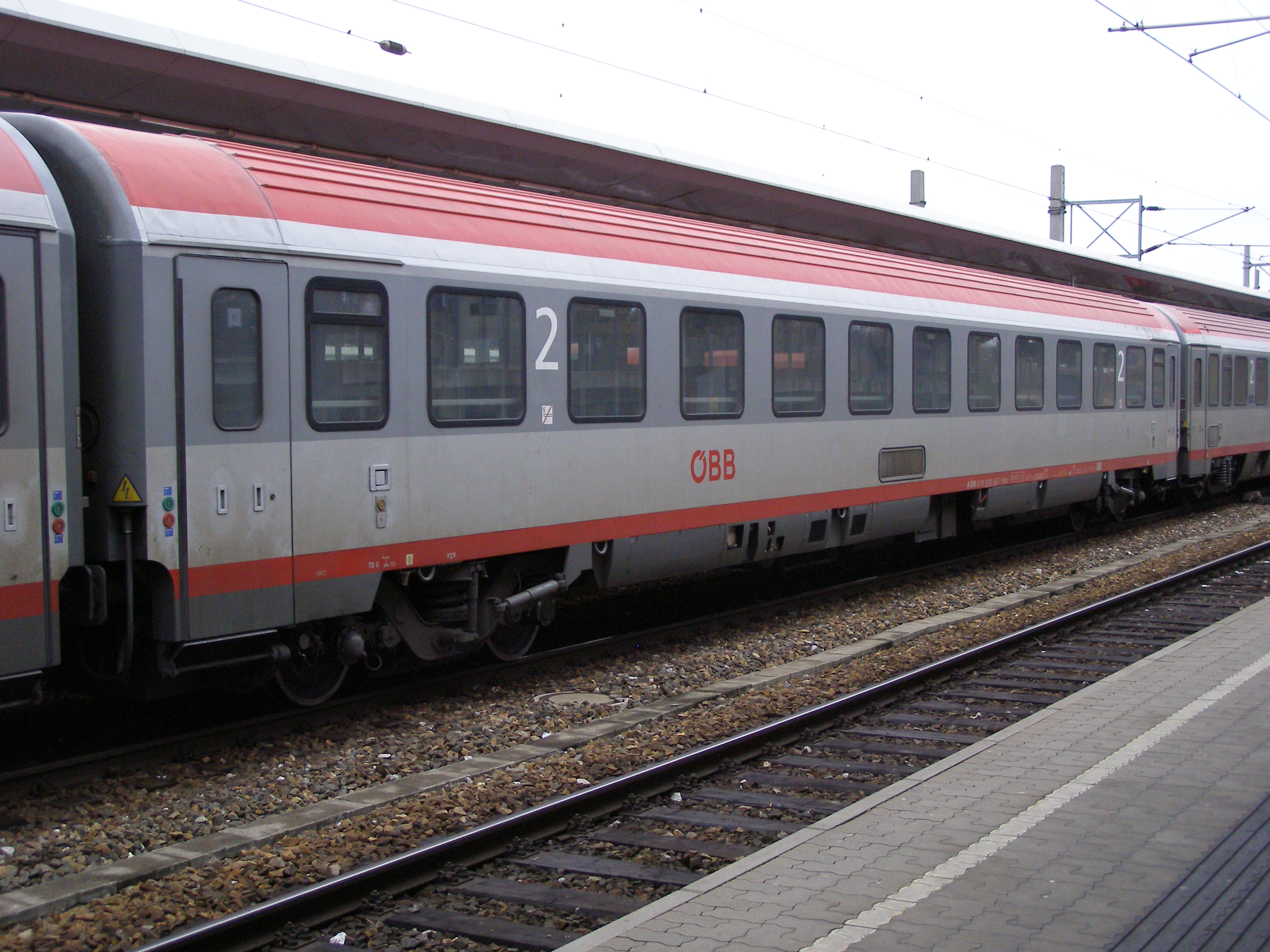
Eurofima-Wagen der ÖBB nach Upgrade

Bei den ÖBB wurde die Eurofima-C1-Lackierung ab 1987 durch Verkehrsrot mit umbragrauem Dach, Fensterband und Fahrgestell ersetzt. Dabei wurden auch die Sitzbezüge und die Einstiegstüren der Original-Wagen erneuert, die Bmz teilweise für 200 km/h ertüchtigt (21-91.0).
Ab 1996 wurden in einige Bmz der ÖBB Kinderspielabteile über die Länge von drei Abteilen eingebaut. Im Jahr 2001 regte der damalige ÖBB-Generaldirektor Rüdiger vorm Walde, der von der Berliner BVG kam, die Modernisierung aller Fernverkehrswagen für den Einsatz in ÖBB-EuroCity und ÖBB-InterCity an. Die bedeutendsten Änderungen betrafen dabei die Wagen der ersten Klasse. Die 25 Original-Eurofima-Amz der ÖBB wurden in kombinierte Abteil- und Großraumwagen für 200 km/h (Ampz 18-91) umgebaut. Sie haben jetzt vier Business-Abteile mit je vier Sitzplätzen sowie einen Großraum mit Mittelgang, außerdem wurden neue Sitze mit schwarzem Lederbezug eingebaut. In der zweiten Klasse wurden im Wesentlichen die Sitzbezüge, Wandverkleidungen und Klapptische erneuert. Alle Sitzwagen erhielten zwei Steckdosen pro Abteil bzw. eine Steckdose pro Doppelsitz im Großraum. Zwölf Bmz erhielten ein Kinderkino in einem Abteil. Mit dem Umbau wurde auch eine neue Farbgebung eingeführt: Die Seitenwände werden in den Grautönen NCS S 4502 B und NCS S 2502 B lackiert, die Stirnwände, Schürzen und Fahrwerke in Dunkelgrau (NCS S 6502 B), die Dächer und Längsträger in Verkehrsrot (RAL 3020).
Die Eurofima-Wagen der FS wurden für Frecciabianca-Züge in Großraumwagen zweiter Klasse umgebaut.

### Verkauf gebrauchter Eurofima-Wagen
Verschiedene Bahnen haben ihre Eurofima-Wagen in andere Länder verkauft. Das tschechische Unternehmen Regiojet hat alle verbleibenden Am der SBB (zwei Wagen liefen vorübergehend bei der Deutschen Bahn) sowie eine Anzahl Ampz (ex Amz) und Bmz der ÖBB übernommen. Einige andere Eurofima-Wagen der ÖBB gingen an die České dráhy (ČD), die einen Teil davon bei Pars Nova zu Großraumwagen mit Fahrrad- bzw. Rollstuhlbereich umbauen ließ. Die SNCF hat einige Wagen an die Željeznica Crne Gore und die ONCF Marokko verkauft. Trenitalia gab ab 2017 insgesamt 29 ihrer Wagen an Die Länderbahn ab, die zur Trenitalia-Tochter Netinera gehört. Sie werden, mittlerweile grau lackiert, im alex zwischen München und Prag einsetzt.
Von den Erstbestellern betreiben die ÖBB und die SBB keine originalen Eurofima-Wagen mehr, die Liegewagen der SBB laufen nach erheblichen Umbauten in Zügen der Rollenden Landstraße des Unternehmens RAlpin AG. Die Nachbauten der ÖBB sind ähnlich modernisiert wie die Wagen aus der gemeinschaftlichen Bestellung.

### Übersicht der Eurofima-Wagen
| Eigentümer | Stückzahl | Gattung | Außenanstrich                       | Geschwindigkeit | Bemerkungen                                                |
| ---------- | --------- | ------- | ----------------------------------- | --------------- | ---------------------------------------------------------- |
| DB         | 100       | Avmz207 | purpurrot/elfenbein                 | (160) 200 km/h  | für IC-Verkehr, später überwiegend druckertüchtigt         |
| ÖBB        | 25        | Amoz    | reinorange mit lichtgrauem Streifen | 160 km/h        | später zu Ampz umgebaut, teilweise für 200 km/h ertüchtigt |
| ÖBB        | 75        | Bmoz    | reinorange mit lichtgrauem Streifen | 160 km/h        | später teilweise für 200 km/h ertüchtigt                   |
| FS         | 30        | Az      | reinorange mit lichtgrauem Streifen | 200 km/h        |                                                            |
| FS         | 70        | Bz      | reinorange mit lichtgrauem Streifen | 200 km/h        |                                                            |
| SBB        | 20        | Am      | reinorange mit lichtgrauem Streifen | 200 km/h        | 2 Wagen an DB AG, 13 Wagen an RegioJet verkauft            |
| SNCB       | 20        | A I6    | reinorange mit lichtgrauem Streifen | 160 km/h        | seit 2010 teilweise für 200 km/h ertüchtigt                |
| SNCB       | 60        | B I6    | reinorange mit lichtgrauem Streifen | 160 km/h        | später 20 Wagen zu Liegewagen umgebaut                     |
| SNCF       | 100       | A9u     | corail-grau-weiß                    | 160 km/h        | 8 Wagen in reinorange für Benelux-Verkehr                  |

### Technische Grunddaten der Eurofima-Wagen
- Länge über Puffer: 26.400 mm
- Drehzapfenabstand: 19.000 mm

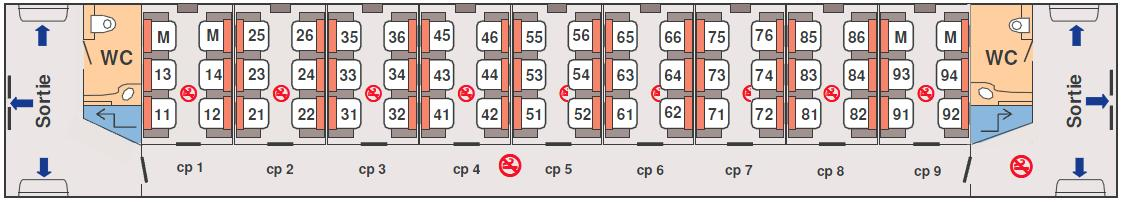
Skizze eines SNCF A^{9}u

- Achsstand (gesamt): 21.560 mm
- Achsstand (Drehgestell): 2.560 mm (nur FIAT)
- Wagenkastenbreite: 2825 mm
- Dachhöhe: 4050 mm
- Raddurchmesser: 920 mm
- Abteilbreite: 1880 mm
- Gangbreite: 785 mm
- Masse: circa 42 t
- Höchstgeschwindigkeit: 160 bis 200 km/h
- Abteillänge: 2306 mm in der 1. Klasse, 1883 mm in der 2. Klasse
- Sitzplätze: 54 in der 1. Klasse, 66 in der 2. Klasse, 18 Klappsitze 2. Klasse im Gang

Anmerkung: Angaben bei Abteilen nur für Original-Eurofima-Abteilwagen

## Nachfolgeserien
Die Eurofima-Wagen haben Komfortstandards gesetzt, die großteils noch heute Gültigkeit haben. Da die Sammelbestellung nicht die erhofften Ersparnisse brachte, gab es keine gemeinsame Folgebestellung, aber verschiedene Bahnen haben aus den Eurofima-Wagen ähnliche Typen entwickelt und weiterbeschafft.

### ÖBB-Varianten

#### Nachbeschaffungen der Eurofima-Bauart
Die Österreichischen Bundesbahnen (ÖBB) beschafften schon vor dem Beginn der Eurofima-Serienauslieferung Wagen der zweiten Klasse (21-70.0). Grund dafür war, dass sich die Auslieferung der Fiat-Drehgestelle für die eigentliche Eurofima-Serie verzögert hatte. Diese Wagen wurden mit SGP-Drehgestellen versehen und anstelle der Schwenkschiebetüren Drehfalttüren Schweizer Bauart eingesetzt. Auch die Schürze und Innenausstattung wich von den Wagen aus der Gemeinschaftsbestellung ab. Die vorgesehene Fertigung von 55 Wagen wurde nach 16 Fahrzeugen unterbrochen, um die Auslieferung der Original-Eurofima-Wagen vorzuziehen. Davon wurden von den ÖBB 25 Amoz- und 75 Bmoz-Wagen bestellt (19-71.0 und 21-71.0).
Danach begann wieder die Lieferung der mit SGP-Drehgestellen und Drehfalttüren ausgerüsteten Wagen. Für den Expresszug Transalpin wurden 1977 fünf Vollspeisewagen geliefert, die ebenfalls der Eurofima-Bauart entsprachen und wiederum SGP-Drehgestelle und Drehfalttüren besaßen (88-70.0). Weitere fünf WRmoz (88-70.1) wurden 1981 geliefert, die von Beginn an geplante Serie von ABmoz-Wagen (30-70.0) folgte ab 1978. Diese 45 Wagen entsprachen wieder den ersten ÖBB-Z1-Wagen mit SGP-Drehgestellen, hatten aber die Schwenkschiebetüren wie die der anderen Eurofima-Wagen erhalten, die jedoch nach einem Patent der SGP verbessert ausgeführt wurden. Ansonsten glichen die Wagen den Eurofima-Prototypen mit vier Abteilen der ersten und sechs Abteilen der zweiten Klasse. Dieser Serie schlossen sich ab 1979 weitere 50 gleichartige Bmoz-Wagen an, somit mit SGP-Drehgestellen und Schwenkschiebetüren (21-70.1).

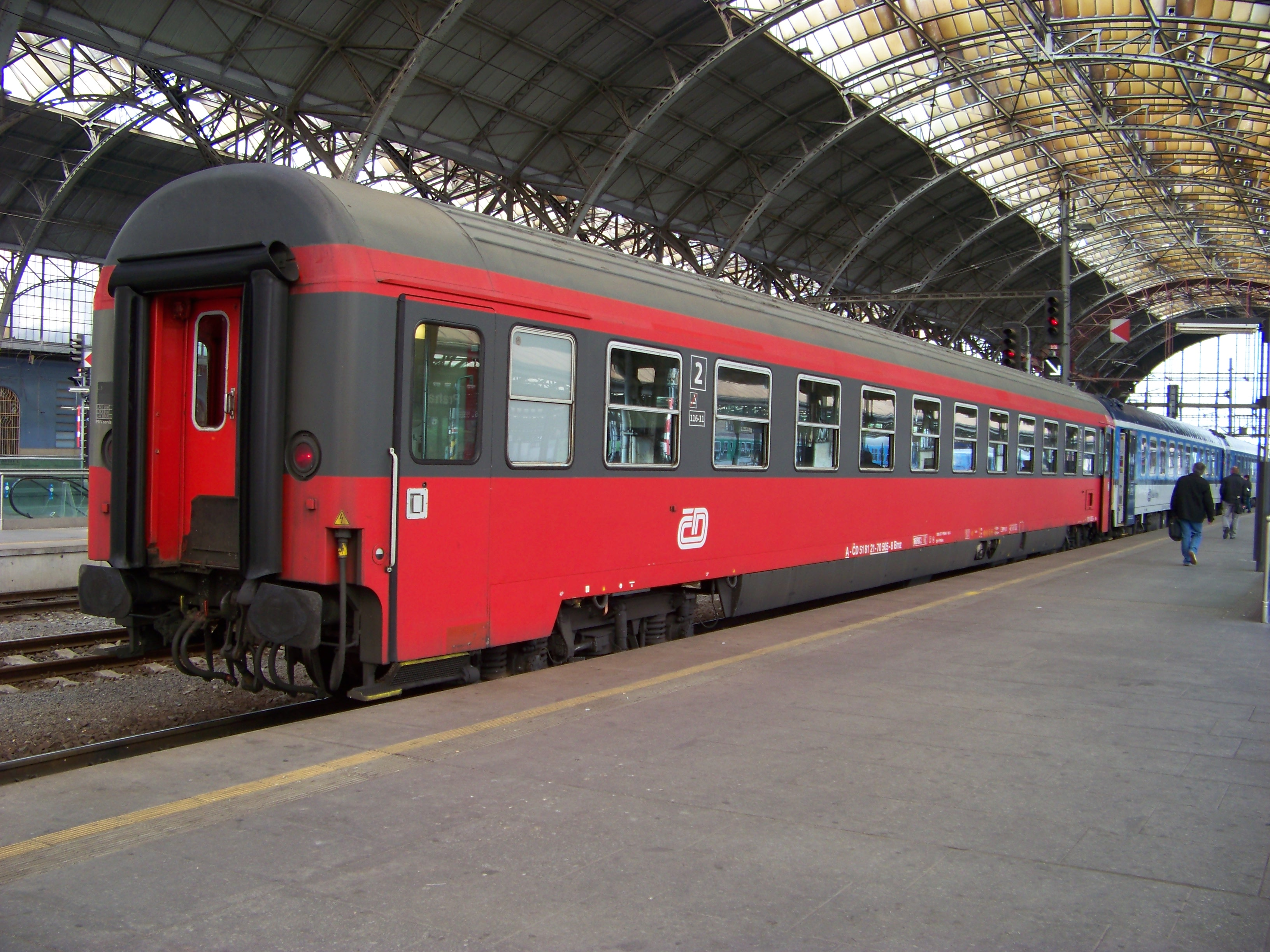
Anfang der 1980er Jahre von den ÖBB beschaffter, nicht klimatisierter 2.-Klasse-Abteilwagen, inzwischen an die ČD verkauft

Weitere 105 Wagen der zweiten Klasse (21-70.5, Ablieferung ab 1980) erhielten statt der Klimaanlage nur eine Friedmann-Luftheizung und hatten daher keine festen Fensterscheiben, sondern UIC-Übersetzfenster erhalten. Weitere Wagenlieferungen geschahen ab 1982. Es handelte sich dabei um 15 weitere Wagen erster Klasse vom Typ Amoz (19-71.1), 10 Halbgepäckwagen BDmsz (82-70) ohne Klimaanlage, sowie 15 Gepäckwagen der Bauart Dmsz (95-70), alle in der gewohnten Eurofima-Bauart. Damit konnte der Fernverkehr, nicht nur grenzüberschreitend, sondern auch im Inland, großteils auf Eurofima-Wagen und ihre Verwandten umgestellt werden. Das „o“ in der Typenbezeichnung entfiel ab 1982. Von 2013 bis 2014 kamen Eurofima-Wagen teilweise im steirischen S-Bahn-Verkehr der ÖBB auf der Linie S1, in REX-Zügen auf der S3 sowie zwischen Fehring und Wien zum Einsatz.
Die Eurofima-Farbgebung wurde auf weitere Fernverkehrsfahrzeuge ausgedehnt, neben den UIC-X-Wagen von SGP auch auf die ersten RIC-Nachkriegsbauarten, einige Spanten-Gepäckwagen und einzelne Salonwagen.
Mit Einführung des neuen Farbschemas nach Komfortstufe 1 erhielten die Nachbauwagen ebenfalls neue Sitzbezüge und eine Ertüchtigung für 200 km/h. Letzteres betraf vor allem die Wagen erster Klasse (aus 19-71.1 wurde 19-91.1) und die erste Nachbauserie mit Drehfalttüren.
Die Wagen wurden Anfang der 2000er Jahre dem Upgrading-Programm unterzogen, dabei wurden fast alle Wagen für 200 km/h ertüchtigt (wobei etwa aus 21-70.1 21-90.1 wird). Nur die WRmz 88-70 und einige Bmz 21-70.5 wurden ausgemustert und teilweise verkauft. Andere der letzteren Bmz wurden zu Bmz 21-90.5 umgebaut: 200 km/h und Klimaanlage, damit entsprechen sie weitgehend den Bmz 21-90.1. Zudem wurde ein Teil der ABmz in Ampz (Großraumwagen 1. Klasse mit Businessabteilen, 18-91) umgebaut. Die Wagen erster Klasse 19-91.1 wurden später deklassiert und barrierefrei umgebaut (neue Bezeichnung 28-91.1), später auch in die „Nightjet“-Lackierung umlackiert um sie überwiegend in Nachtzügen einzusetzen.
Aufgrund der voranschreitenden Inbetriebnahme der Railjet-Garnituren wurde in den 2010er Jahren ein Großteil der Wagen verkauft. Abnehmer waren etwa die ČD, Regiojet und die Raab-Oedenburg-Ebenfurter Eisenbahn. Eine weitere größere Abstellungswelle betraf die 21-90.0 (vormalige 21-70.0) mit Einstellung des REX200. Durch den Ausbau des Nightjet-Netzes stieg der Bedarf an Abteilwagen 2. Klasse erneut an. Daher wurden ab 2020 einige abgestellte Bmz-Wagen, die damals schon rund 40 Jahre alt waren, reaktiviert.

#### Druckertüchtigte Wagen

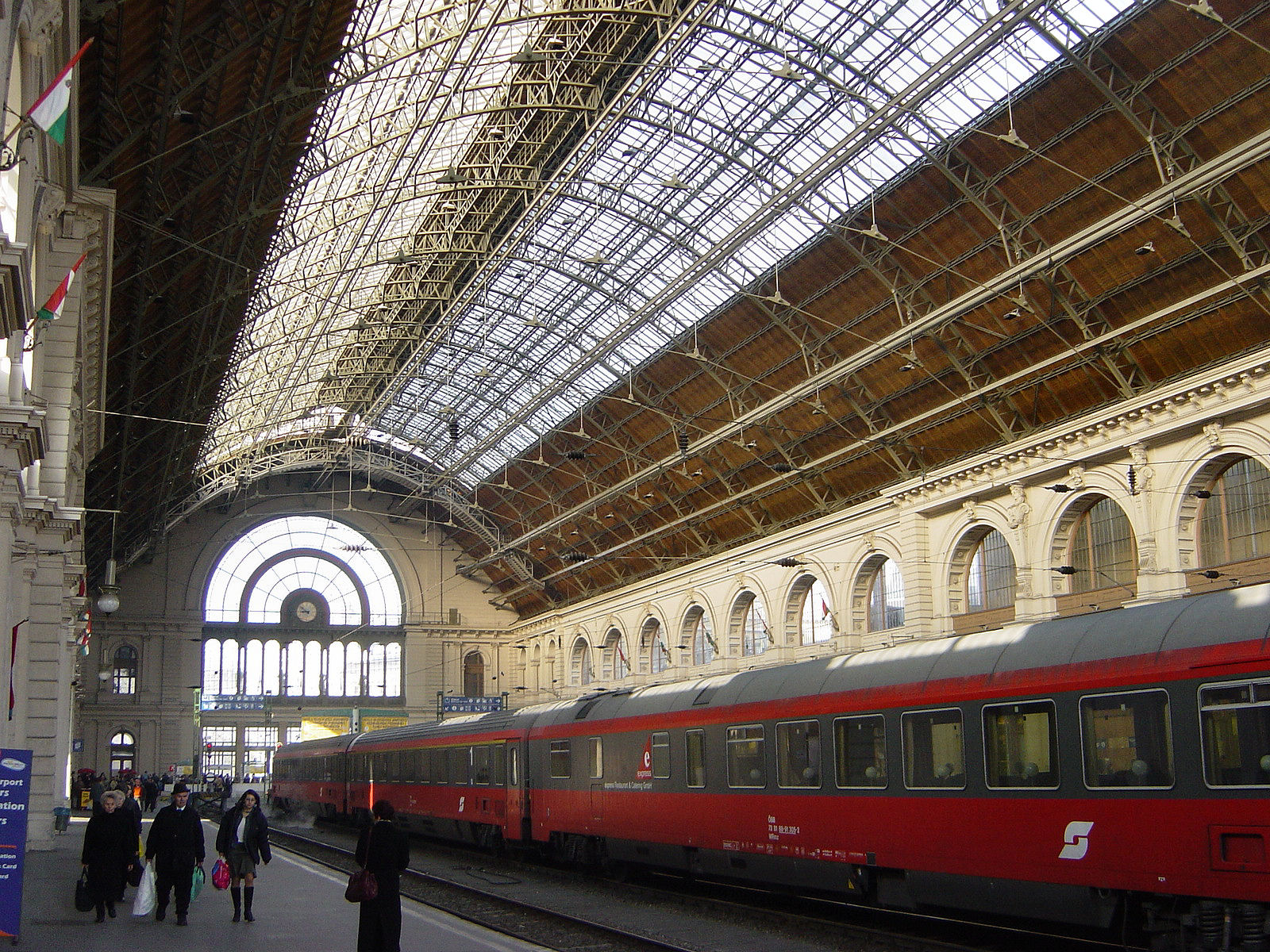
Druckertüchtige Wagen vom Typ Z1 am Budapester Ostbahnhof

Ab 1989 folgten weitere Wagen der Bauart UIC-Z, die druckertüchtigt ausgeführt wurden, aber gleichfalls eine Eurofima-Nachfolgeserie darstellen. Diese wurden in sechs Grundbauarten beschafft:
- 50 Abteilwagen der ersten Klasse vom Typ Amz 19-91.0,
- 92 Abteilwagen zweiter Klasse vom Typ Bmz 21-91.1,
- 84 Großraumwagen vom Typ Bmpz 29-91 mit nur 1200 Millimeter breiten Fenstern und Inneneinrichtung überwiegend in Vierergruppen vis à vis,
- 33 Halbgepäckwagen mit Großraum zweiter Klasse und Rollstuhlbereich des Typs BDmpsz 82-91,
- 18 Speisewagen vom Typ WRmz 88-91.3 sowie
- 60 Liegewagen Bcmz 59-91.1 und
- 15 Speisewagen sehr ähnlicher Bauart (88-90.2, nicht druckertüchtigt, schon 1988 beschafft).

Diese Wagen wurde bereits ab Werk in der neuen Farbgebung umbragrau (RAL 7022) für den Fensterbereich und blutorange (RAL 2002), ab 1989 verkehrsrot (RAL 3020) geliefert, die auf die anderen Wagen der Eurofima-Bauart ausgedehnt wurde, aber nicht mehr die älteren RIC-Wagen einschloss.
Sie unterscheiden sich von der Ursprungsbauart durch die tiefergehende Schürze, fehlende Klappfenster, Drucktaster-betätigte IFE Schwenkschiebetüren sowie an den Ecken liegende Schlussleuchten. Die Wagen laufen auf Drehgestellen SGP 300R oder MD 52.2. Die Ausgestaltung der Innenräume erfolgte dem damaligen Zeitgeist entsprechend, dabei ersetzten Unifarbene Platten (in der 1. Klasse rot, in der zweiten gelb) die Wandverkleidungen in Holzoptik.

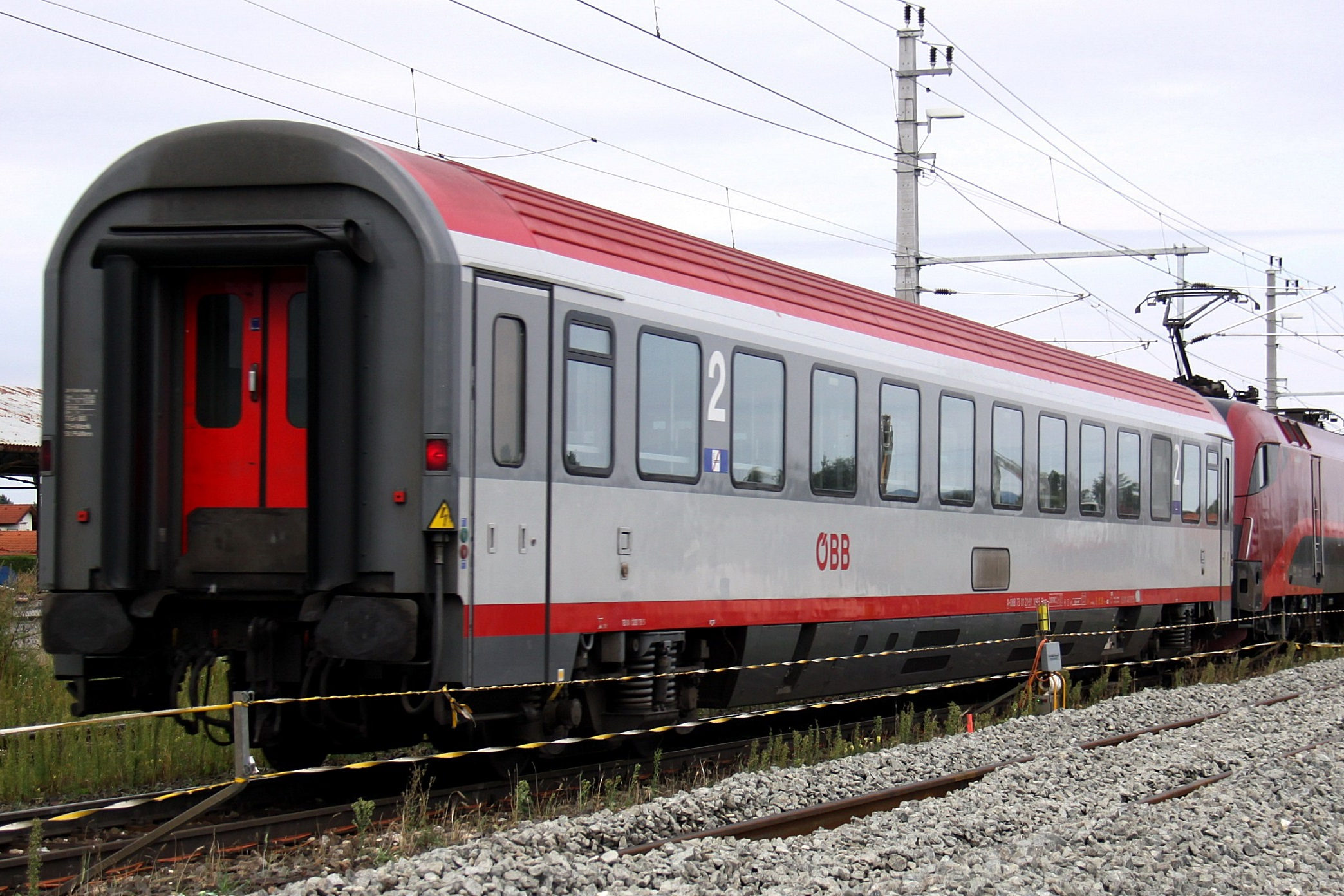
Zweite-Klasse-Abteilwagen Bmz 21-91.1 druckertüchtigt im Upgrade-Design

Im Rahmen des Upgrading-Programms wurde ein Teil der Amz in Großraumwagen Ampz 18-91.2 umgebaut, welche ab 2016 teilweise erneut in Großraumwagen zweiter Klasse Bmpz 29-91.1 umgebaut wurden. In den restlichen Wagen wurden vier Abteile in Businessabteile mit je vier Sitzen umgewandelt (19-91.5). Die Halbgepäckwagen wurden mit neuen Ledersitzen erster Klasse ausgestattet und als ADbmpsz 81.91 bezeichnet. In den Speisewagen ersetzen lose Ledersessel die bisherigen fest eingebauten Sitze.
Einige 1.-Klasse-Abteilwagen der Serie Amz 19-91.5 wurden in den 2010er Jahren zu Abteilwagen 2. Klasse (neue Bezeichnung: Bmz 29-91.5) umgebaut.
Da die ÖBB ab Mitte der 2010er Jahre im Bereich der Nachtzüge (Nightjet, EuroNight) enorm expandierten, wurden viele 2.-Klasse-Abteilwagen mit einer „Nightjet“-Lackierung versehen, um sie als Nachtzug-Sitzwagen einzusetzen. Umlaufbedingt sind diese Wagen trotzdem öfters in InterCity-, EuroCity- und Schnellzügen anzutreffen.
Ab 2021 erfolgte der Umbau von mehreren Bmz 21-91.1 in Comfort-Liegewagen Bcmz 59-91.3, die barrierefrei ausgestattet sind und die vor allem die von der DB übernommenen UIC-X Liegewagen ersetzen sollen.

### SBB-Varianten und Nachfolger

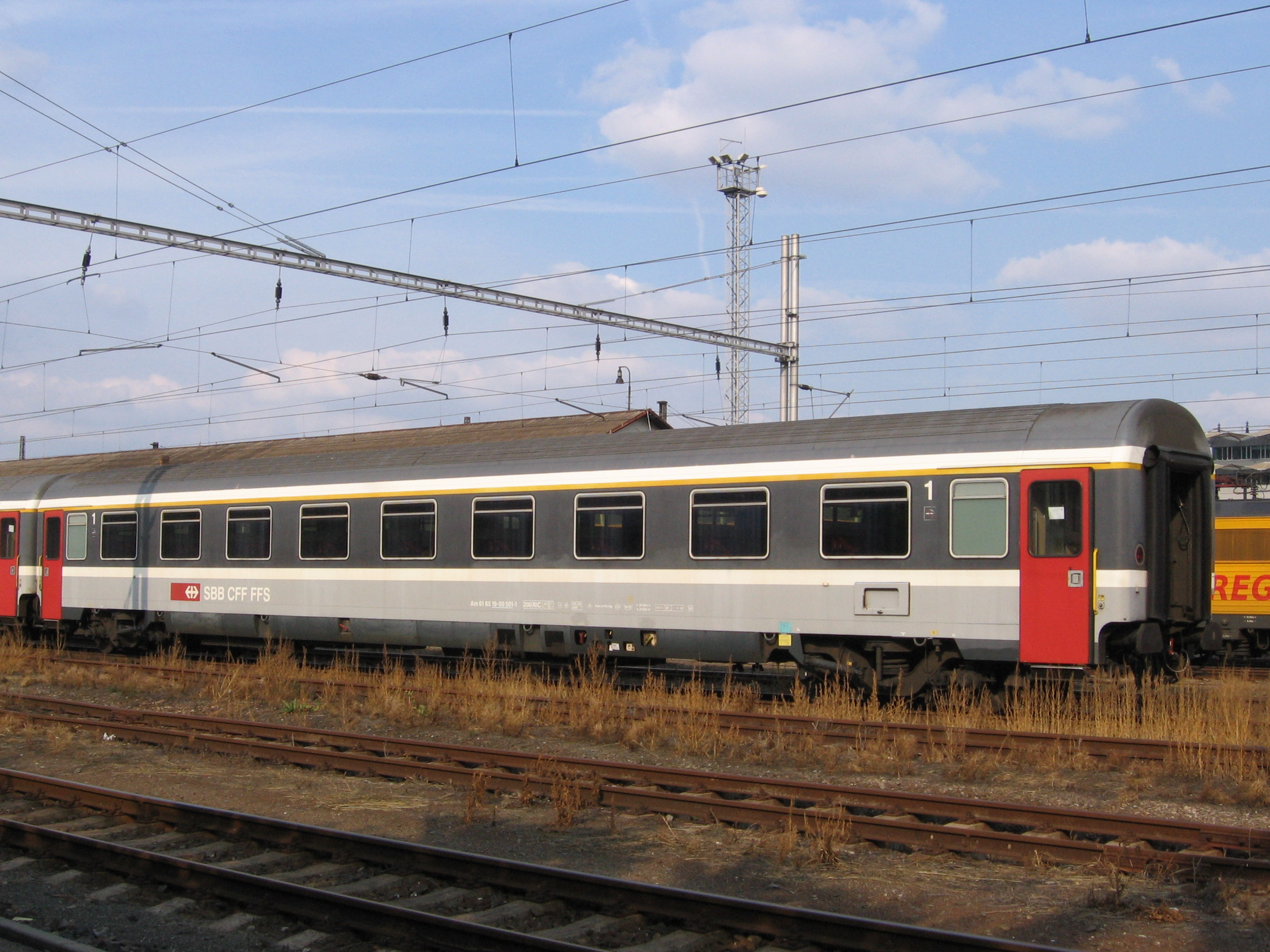
Ehemalige SBB Am 61-Wagen in Prag, nun bei Regiojet im Einsatz

Die Schweizerischen Bundesbahnen (SBB) bestellten nur 20 Wagen der ersten Klasse. Aus der laufenden Lieferung von insgesamt 210 Bm der UIC-Z2-Bauart (11 Abteile statt 12 wie bei UIC-X) wurden 40 aber statt in tannengrün ebenfalls im Eurofima-Orange geliefert. Ebenso wurden die 10 UIC-Speisewagen von 1967 mit dem neuen Anstrich versehen.

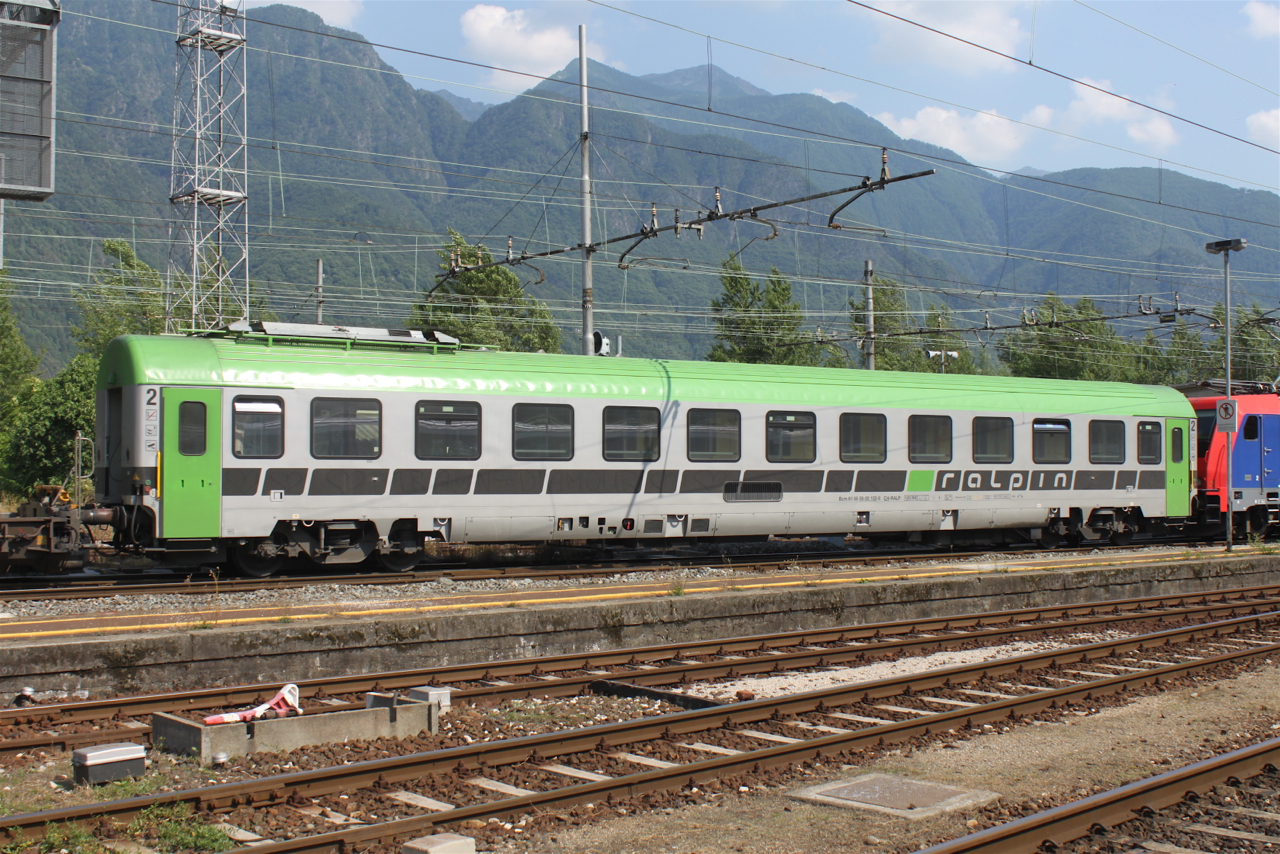
Eurofima-Liegewagen der SBB, umgebaut für die Rollende Landstraße

1979 folgte eine Serie von 20 Liegewagen, die sonst völlig den Eurofima-Wagen der zweiten Klasse glichen. Nur waren die Abteile mit Liegebetten ausgestattet, ein Abteil war für den Wagenbegleiter vorgesehen. Der Anstrich war in kobaltblau mit weißem Begleitstreifen ausgeführt und passte damit gut zu den TEN-Schlafwagen im gleichen Farbton. Diese Wagen wurden um 2002 von Grund auf umgebaut und stahlblau mit schwarzem Fensterband lackiert. Nach Einstellung der Nachtzüge nach Italien und Tschechien wurden sie Ende 2010 der RAlpin verkauft, welche sie als Begleitwagen für die Züge der Rollenden Landstraße verwendet. Heute sind sie silbergrau mit grünem Dach und weisen neben Liegeabteilen einen Gemeinschaftsraum auf, die Übergänge wurden verschlossen.
Die Wagen erster Klasse wurden ab 2006 ausrangiert, viele wurden abgestellt. 2011 unterschrieb die DB AG einen Kaufvertrag über 15 Wagen und erteilten der SBB auch den Revisionsauftrag. Die SBB lieferten Ende 2010 vertragsgemäß zwei Einheiten ab, die sich nun im Eigentum der DB befinden und bis zu ihrer Abstellung im Februar 2014 als Abteilwagen 2. Klasse eingesetzt wurden (Baureihe Bwmz207.9). Danach nutzte die DB eine Ausstiegsklausel im Vertrag und kündigte Revision und Kauf der restlichen 13 Wagen auf. 2012 wurden zwölf Wagen an das tschechische Bahnunternehmen RegioJet verkauft.
Ab 1980 stellten die SBB 30 Großraumwagen der zweiten Klasse in ihren Wagenpark ein, die den Eurofima-Anstrich trugen. Technisch ähneln sie den DB-Bpmz, sind jedoch mit anderen Drehgestellen ausgestattet. Diese Wagen wurden ursprünglich international eingesetzt, bei der Hauptrevision verloren sie aber die RIC-Fähigkeit, erhielten den schwarz/weißen Inlandsanstrich und Vis-à-vis-Bestuhlung statt Reihenbestuhlung. Diese Wagen wurden 2016 ebenfalls an RegioJet verkauft.
Die danach entwickelten Wagen für den Inlandsverkehr (Einheitswagen IV) und den internationalen Verkehr (EC-Wagen) haben nur noch einzelne Konstruktionselemente mit den Eurofima-Wagen gemeinsam, sind aber auch stark von den Corail-Wagen der SNCF inspiriert.

### Italien
Die italienische Staatsbahn FS hielt sich nach der Lieferung ihrer 100 Wagen mit weiteren Bestellungen im Eurofima-Bereich zurück. Von 1982 bis 1985 wurde weiter der übliche UIC-X-Typ beschafft, der den deutschen Baugrundsätzen entsprach. Die letzten Serien erhielten aber ein Sickendach ähnlich den Eurofima-Fahrzeugen, wobei das UIC-X-typische Korbbogenende beibehalten wurde.

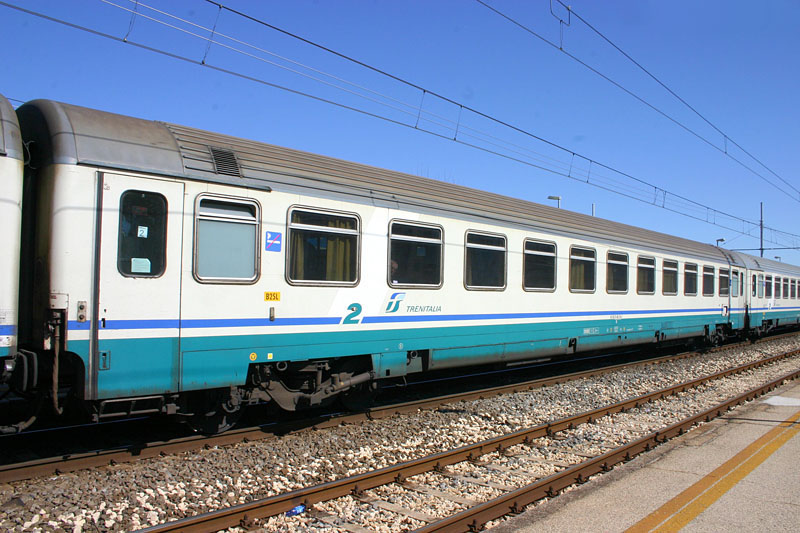
Eurofima-Wagen der Trenitalia, 2. Klasse

Erst ab 1987 wendeten sich die FS wieder der Z1-Bauform zu. Geliefert wurden 160 Wagen der zweiten Klasse, die sich von den Eurofima-Wagen unter anderem durch das nach Art der Corail-Wagen gesickte Dach, andere Fensterrahmen, Einstiegstüren und geänderte Schürzenverkleidungen unterscheiden. Die Farbgebung entsprach den Inlands-TEE-Wagen der FS mit schiefergrauer Bauchbinde und cremeweißem Fensterbereich. Die bei den TEE-Fahrzeugen der ersten Klasse üblichen schmalen signalroten Begleitbänder wurden hier in kobaltblau ausgeführt.
Eine Serie von Fahrzeugen der ersten Klasse wurde ab 1989 geliefert. Diese Wagen entsprachen technisch den zwei Jahre zuvor gelieferten Wagen zweiter Klasse. Sie wurden in Grautönen mit gelben Zierlinien lackiert, dieser Anstrich wurde später auch auf andere Wagen des internationalen Verkehrs ausgedehnt.
Insgesamt 830 Wagen der Nachfolgebauart der ersten und zweiten Klasse wurden bis 1993 geliefert. Weitere Wagen der gleichen Grundbauart sind klimatisierte Großraumwagen zweiter Klasse (BH) und Steuerwagen für den Wendezugbetrieb mit Großraum zweiter Klasse (npB).
Ende der 1990er Jahre führten die FS, nun als Trenitalia firmierend, den weiß-grünen XMPR-Anstrich ein. In diesen Farben wurden alle Eurofima-Wagen und ihre Nachfolgebauarten lackiert. Wagen mit modernisiertem Innenraum erhielten einen grünen Schrägstreifen und die Anschrift „intercity plus“. Einige der 1987/1989 beschafften Abteilwagen wurden zwischen 2005 und 2009 für lokbespannte Züge der Cisalpino AG umlackiert und in der Schweiz eingesetzt.
Seit Mitte der 2000er Jahre werden Abteilwagen in Großraumwagen umgebaut. Die so umgebauten Wagen erhielten zunächst einen XMPR-Anstrich mit grauem Fensterband und die Bezeichnung „EuroCity Italia“. 2006 wurde abermals ein neuer Anstrich in Grautönen mit roten Zierstreifen eingeführt, die Wagen laufen nun gemeinsam mit ehemaligen TEE-Wagen (GC) als „Eurostar City“, teils von umgebauten Triebköpfen der ersten ETR-500-Serie (neu als E414 bezeichnet) bespannt. Ab 2011 wurde die neue Zuggattung „Frecciabianca“ für den Fernverkehr abseits der Schnellfahrstrecken eingeführt, für den die Eurofima-Wagen, Z1-Neubauten, GC-Wagen und Lokomotiven/Triebköpfe wiederum umdekoriert wurden, nunmehr weiß mit roten Streifen.

### Andere Länder

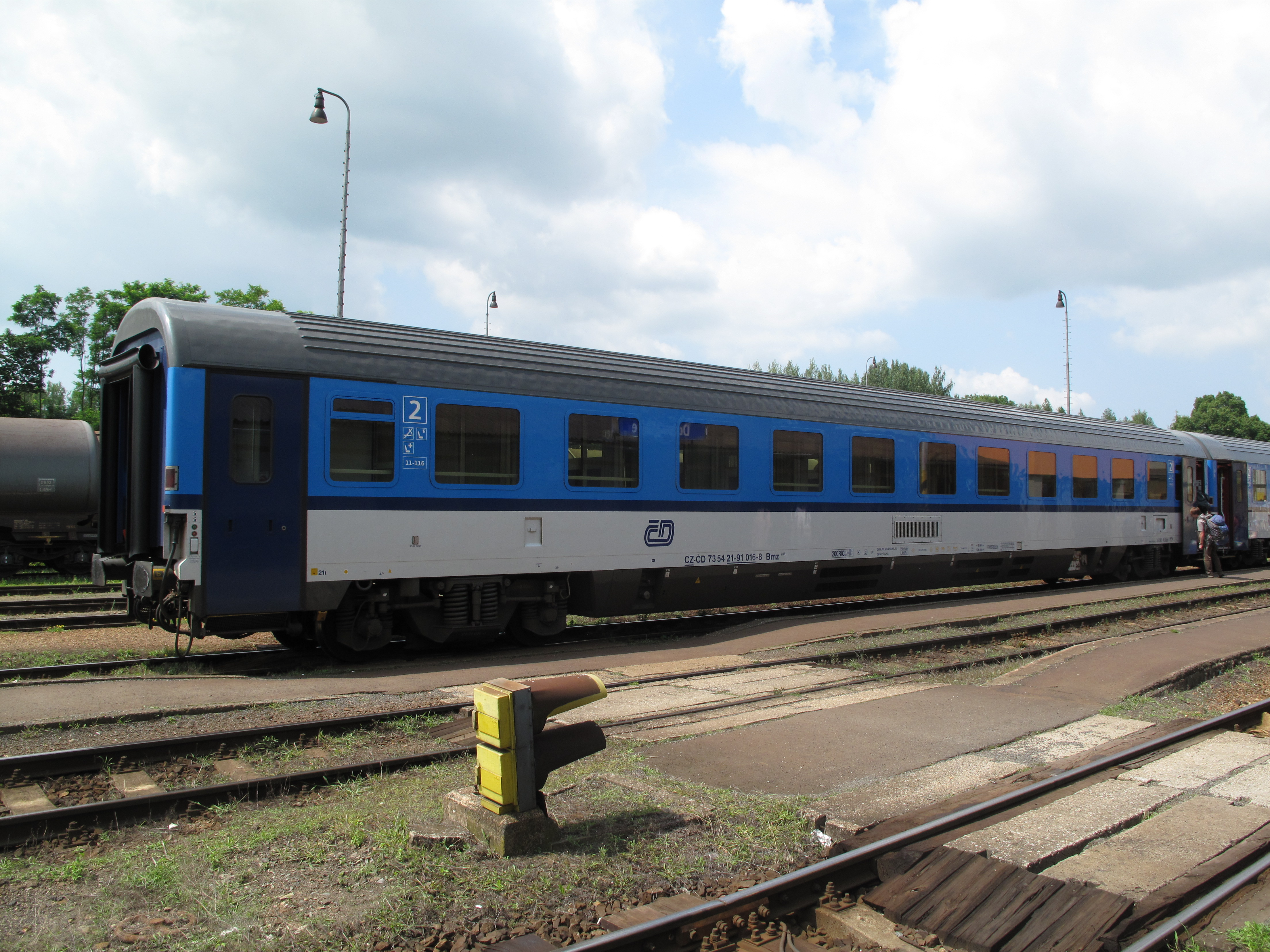
Die Wagen der ČD wurden in den 1990er Jahren bei Vagonka Studénka gebaut. Sie laufen auf österreichischen Drehgestellen der Bauart SGP, sie entsprechen aber sonst den Baugrundsätzen der Eurofima-Wagen.

Nach dem Fall des Eisernen Vorhangs in Europa beschafften auch die PKP, MÁV und ČD in den 1990er Jahren Wagen des UIC-Typs Z, die den Eurofima-Wagen gleichen.
Bereits in den 1980er Jahren wurden in Halberstadt (für die Deutsche Reichsbahn) und in Bautzen (für weitere RGW-Staaten) Abteilwagen nach UIC-Z-Maßen gefertigt, die jedoch nicht klimatisiert waren.